# Progomphus amarillus
Progomphus amarillus är en trollsländeart som beskrevs av Tennessen 1992. Progomphus amarillus ingår i släktet Progomphus och familjen flodtrollsländor. IUCN kategoriserar arten globalt som otillräckligt studerad. Inga underarter finns listade i Catalogue of Life.